# 팀 하포드

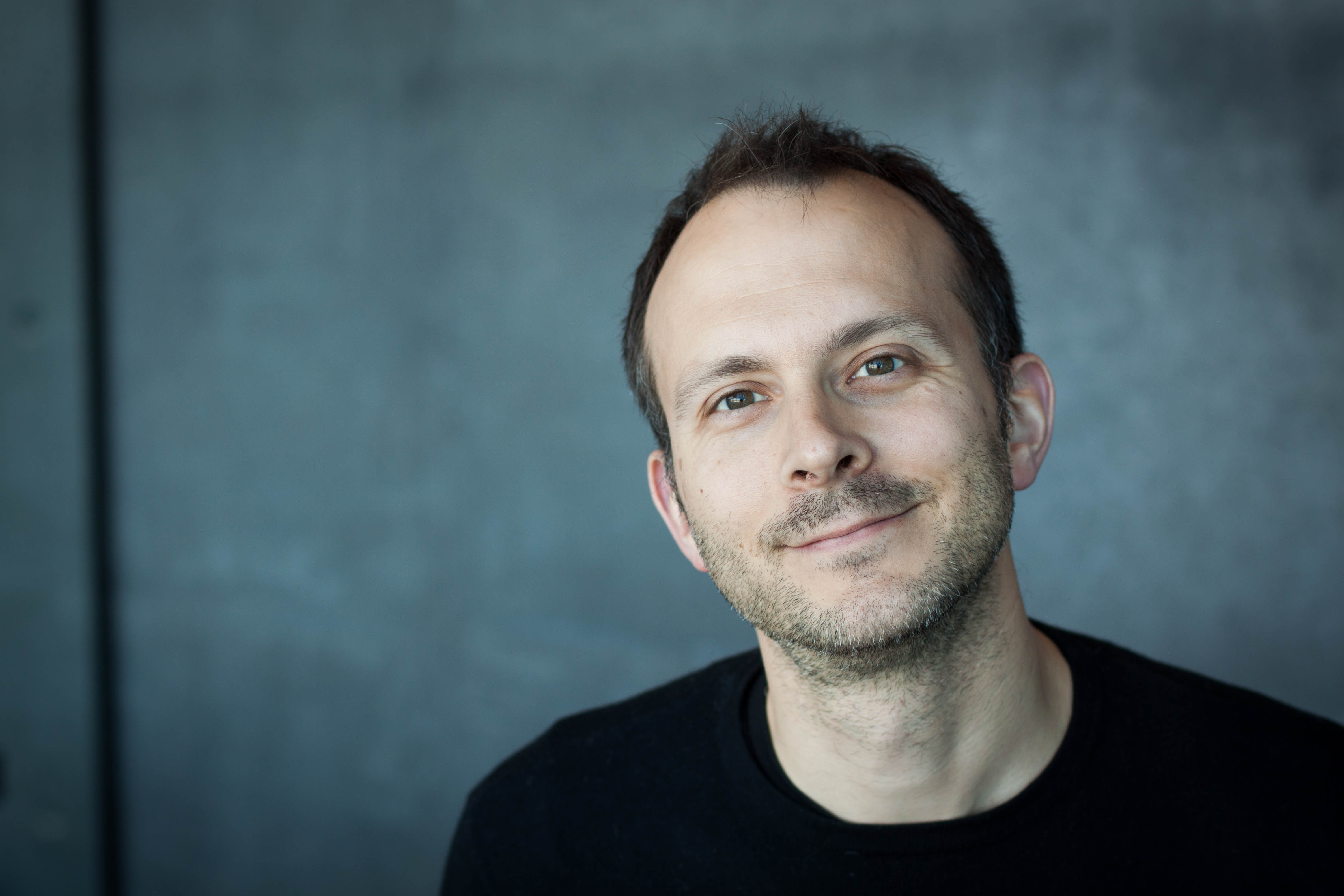

팀 하포드(Tim Harford, 1973년 ~ )은 영국의 저널리스트이다. 《파이낸셜 타임즈》에 주간 칼럼 〈Dear Economist〉를 싣고 있다.

## 저서
- 《팀 하포드의 세상을 바꾼 51가지 물건(The Next Fifty Things That Made the Modern Economy )》(2020년)
- 《경제학 팟캐스트(Fifty Inventions That Made the Modern Economy)》(2017)
- 《The Market for Aid》(2005년)
- 《경제학 콘서트(The Undercover Economist)》(2006년)
- 《경제학 콘서트 2(The Logic of Life)》(2008년)